# Gert Griebeling
Gert Griebeling (* 11. August 1936; † 11. November 2020) war ein deutscher Jurist. Er war von 1980 bis 2001 Richter am Bundesarbeitsgericht, seit 1994 Vorsitzender Richter des 5. Senats.

## Leben und Wirken
Griebeling trat nach Abschluss seiner juristischen Ausbildung 1964 in den Justizdienst des Landes Rheinland-Pfalz ein und war zunächst an verschiedenen Gerichten im Bezirk des Oberlandesgerichts Koblenz tätig. 1974 wurde er zum Richter am Oberlandesgericht Koblenz ernannt. Am 9. Oktober 1980 erfolgte seine Ernennung zum Richter am Bundesarbeitsgericht.
Das Präsidium wies Griebeling zunächst dem 5. Senat zu. 1982 wechselte er in den 3. Senat. Nach seiner Ernennung zum Vorsitzenden Richter am Bundesarbeitsgericht am 1. September 1994 übernahm er den Vorsitz des 5. Senats. Griebeling beendete seine aktive Tätigkeit beim Bundesarbeitsgericht am 31. August 2001.